# RS-26 Rubež
L'RS-26 Rubež (in cirillico: РС-26 Рубеж, nome in codice NATO: SS-X-31 Sickle D) è un missile balistico intercontinentale a medio/lungo raggio, lanciato da piattaforma mobile, di fabbricazione russa, progettato dal MITT di Mosca negli anni duemila/duemiladieci e entrato in servizio nel 2024.
Dotato di testate MIRV o MaRV, il missile è basato sul RS-24 Yars di cui costituisce una versione più ridotta in quanto ha uno stadio in meno. Con una gittata di circa 6.000 km, rientra de jure nella categoria degli ICBM a lungo raggio, nonostante sia de facto assimilabile a un IRBM, facente parte di quei missili balistici a medio raggio banditi dal Trattato INF, decaduto con il ritiro statunitense dall'accordo il 2 agosto 2019.

## Sviluppo
È stato lanciato per la prima volta con successo dal Cosmodromo di Pleseck il 26 maggio 2012, raggiungendo il suo obiettivo nel poligono di impatto di Kura, situato nella parte settentrionale del Territorio della Kamčatka, a 5.800 km di distanza, pochi minuti dopo. Ulteriori test sono stati eseguiti con successo da Kapustin Jar a Sary Šagan il 24 ottobre 2012 ed il 6 giugno 2013.
Operativo già nel 2016, nel 2018 ne è stato congelato lo sviluppo, per poi essere ripreso dopo il ritiro statunitense dal trattato INF. Secondo l'aeronautica militare ucraina, il 21 novembre 2024 la Federazione Russa ha lanciato un numero imprecisato di missili RS-26 con sole testate convenzionali contro l'Ucraina , prendendo di mira, secondo quanto riferito, infrastrutture critiche nella città portuale di Dnipro. Questo è in assoluto il primo utilizzo del nuovo missile in un teatro operativo.